# Hortésie
Hortésie est un personnage de fiction, inventé par Jean de La Fontaine dans Le Songe de Vaux (fragment II), en tant qu’allégorie du jardinage.

## Chez La Fontaine
Dans ce texte, écrit à partir de 1659 à la gloire de Nicolas Fouquet, La Fontaine met en scène la dispute de quatre fées qui, à la manière de Muses modernes, incarnent les arts qui ont contribué à la splendeur du château de Vaux-le-Vicomte : Apellanire (la peinture), Palatiane (l’architecture), Calliopée (la poésie) et Hortésie, « l’intendante du jardinage ». Chacune prend la parole devant des juges pour réclamer le prix décerné à celle qui a le mieux contribué à la beauté du château. Hortésie parle en troisième et se défend dans une harangue (selon le procédé de la prosopopée) :

« J'ignore l'art de bien parler,

Et n'emploirai pour tout langage 

Que ces moments qu'on voit couler 

Parmi les fleurs et de l'ombrage.

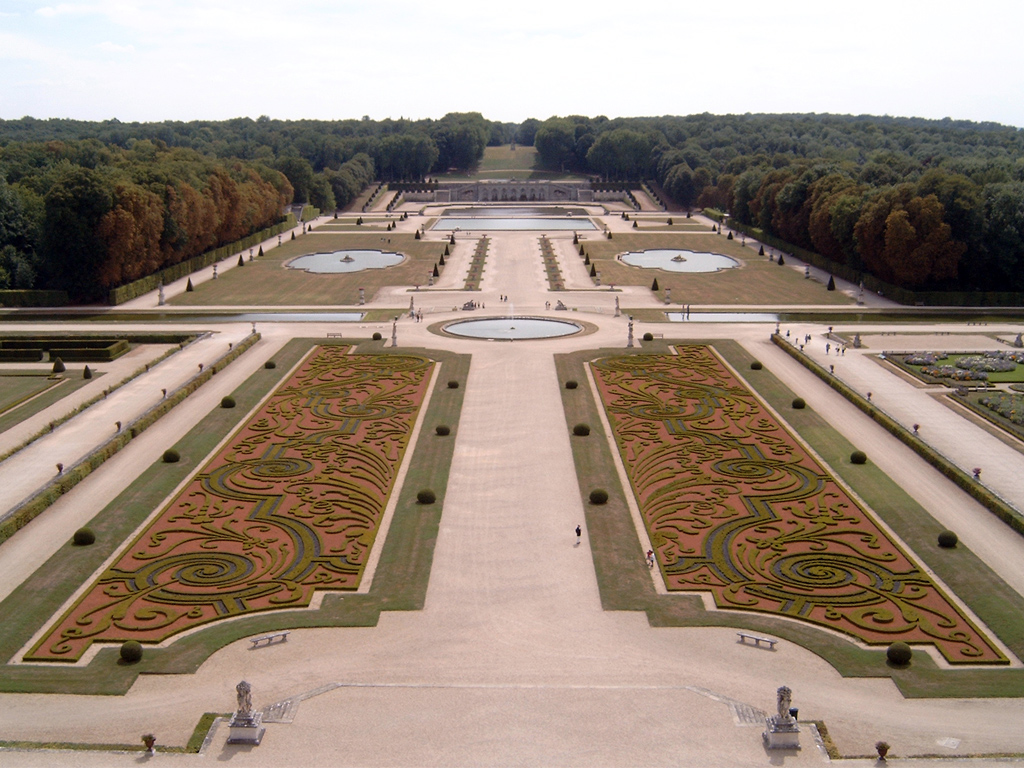
Jardins de Vaux-le-Vicomte vus depuis le sommet du château

(…) Les vergers, les parcs, les jardins, 

De mon savoir et de mes mains 

Tiennent leurs grâces nonpareilles. »
C’est Calliopée qui intervient la dernière et marque sa supériorité sur sa rivale :
« Les charmes qu'Hortésie épand sous ses ombrages 

Sont plus beaux dans mes vers qu'en ses propres ouvrages ; 

Elle embellit les fleurs de traits moins éclatants 

C'est chez moi qu'il faut voir les trésors du printemps. »
La Fontaine revendique ainsi la primauté absolue de la poésie sur les autres domaines, et par conséquent son rôle essentiel par rapport au peintre Charles Le Brun, à l’architecte Louis Le Vau et au jardinier André Le Nôtre.

## Éloge de l'art des jardins
Mais, au-delà, cet éloge du jardinage possède un caractère très significatif : « Le fabuliste, délicat observateur de la nature, conférait ainsi un statut « artistique » à une pratique placée jusqu’alors du côté des savoir-faire, de l’humble geste du jardinier. Il n’est pas inintéressant d’observer que c’est en 1665 que parut, à Paris, les Hortorum libri IV cum disputatione de Cultura Hortensi du père René Rapin, ouvrage en vers latins qui haussait, enfin, l’horticulture et l’art des jardins au niveau de la grande tradition de l’imaginaire bucolique hérité des Anciens ». C'est sous le signe de cette « invention d'Hortésie  » qu'apparaîtrait, au milieu du XVIIe siècle, une première reconnaissance du statut esthétique de cette forme de création, qui sera développée lors des débats sur le jardin dit à l'anglaise dans la seconde moitié du XVIIIe siècle.
L'importance de l’invention de La Fontaine a conduit l'historienne des jardins Monique Mosser à forger le néologisme « hortésien » pour qualifier le jardin dans sa dimension artistique, alors que le terme « horticole » (également dérivé du latin hortus, jardin) renvoie à une dimension plus technique. Le terme s'est depuis diffusé chez divers spécialistes de l'art des jardins,,.

### Sources
- Jean de La Fontaine, Le Songe de Vaux, éd. Eleanor Titcomb, Paris, Droz, "Textes Littéraires Français", 1967, p. 99-102.
- Jean de La Fontaine, Le Songe de Vaux, extrait en ligne.